# Lilia Dale
Lilia Dale (née Koralin Hand le 18 juillet 1919 à Pola, aujourd'hui Pula) est une actrice italienne, connue surtout pour avoir interprété le rôle de Pucci dans le film Monsieur Max (1937).

## Filmographie partielle
- 1937 : Monsieur Max (Il signor Max) de Mario Camerini : Pucci
- 1938 : Nonna Felicita de Mario Mattoli : Odette
- 1939 : Animali pazzi de Carlo Ludovico Bragaglia : Ninetta
- 1939 : Eravamo sette sorelle de Nunzio Malasomma
- 1939 : Il ladro (it) d'Anton Germano Rossi
- 1940 : La Taverne rouge (Taverna rossa) de Max Neufeld : Ninon
- 1940 : Manon Lescaut de Carmine Gallone : Denise